# رومان كونيكوف
رومان كونيكوف (بالروسية: Коньков, Роман Владимирович)‏ هو لاعب هوكي الجليد روسي، ولد في 4 مارس 1993 في نيجني نوفغورود في روسيا.

## وصلات خارجية
- رومان كونيكوف على موقع دوري الهوكي للقارات (الإنجليزية)
- رومان كونيكوف على موقع EliteProspects.com (الإنجليزية)
- رومان كونيكوف على موقع HockeyDB.com (الإنجليزية)